# Pereskia nemorosa
Pereskia nemorosa ist eine Pflanzenart in der Gattung Pereskia aus der Familie der Kakteengewächse (Cactaceae). Das Artepitheton nemorosa stammt aus dem Lateinischen und bedeutet zu Busch und Wald gehörend. Spanische Trivialnamen sind „Amapola“, „Mori“, „Quisca del Bosque“ und „Tuna Quisca“.

## Beschreibung
Pereskia nemorosa wächst strauchig oder als kleiner Baum und erreicht Wuchshöhen von 3 bis 5 Meter. Der bräunlich graue Stamm weist einen Durchmesser von bis zu 10 Zentimeter auf. Die Laubblätter sind bis zu 5 Millimeter lang gestielt, wobei der Stiel allmählich in die verkehrt eiförmige bis schmal elliptische Blattspreite übergeht. Die Blattspreite ist 4 bis 14 Zentimeter lang und 2 bis 6 Zentimeter breit. Sie ist mindestens doppelt so lang wie breit. Die Nervatur der Blattspreite ist annähernd fiederförmig und weist sechs bis zehn Seitennerven auf. An den Zweigen sind je Areole bis zu fünf Dornen vorhanden, die 0,5 bis 5 Zentimeter lang sind und in Bündeln stehen oder ausgebreitet sind. Am Stamm werden je Areole 15 bis 20 oder mehr Dornen ausgebildet, die eine Länge von 4 bis 6 Zentimeter aufweisen.
Die Blüten stehen einzeln oder in zwei- bis fünfblütigen, endständigen Blütenständen. Die hell rosafarbenen bis weißen Blüten erreichen einen Durchmesser von 4 bis 7 Zentimeter. Die birnenförmigen, bei Reife grünen bis gelblich grünen Früchte weisen Durchmesser von 3 bis 5 Zentimeter auf und sind 4 bis 6 Zentimeter lang.

## Verbreitung, Systematik und Gefährdung
Pereskia nemorosa ist in den brasilianischen Bundesstaaten Rio Grande do Sul, Mato Grosso do Sul, in Paraguay und im Nordwesten Uruguays sowie in den argentinischen Provinzen Corrientes, Entre Ríos und Misiones in trockenen Wäldern und baumbestandenen Gebieten verbreitet.
Die Erstbeschreibung erfolgte 1897 durch Nicolás Rojas Acosta. Ein nomenklatorisches Synonym ist Rhodocactus nemorosus (Rojas Acosta) I.Asai & K.Miyata (2016). Taxonomische Synonyme sind Pereskia amapola F.A.C.Weber (1898), Pereskia argentina F.A.C.Weber (1898) und Pereskia amapola var. argentina F.A.C.Weber ex Weing. (1904, nom. inval.).
In der Roten Liste gefährdeter Arten der IUCN wird die Art als „Least Concern (LC)“, d. h. als nicht gefährdet geführt.

## Nachweise